# Stracona noc (film)
Stracona noc – polski film psychologiczny z 1973 roku na podstawie opowiadania Jarosława Iwaszkiewicza pod tym samym tytułem.

## Występują
- Alicja Jachiewicz – Faustynka, gospodyni Jana
- Andrzej Łapicki – pisarz Wacław Kisielecki
- Olgierd Łukaszewicz – dziedzic Jan
- Jan Nowicki – Konstanty, szofer Kisieleckiego
- Ryszard Kotys – Stanisław, mąż Faustynki, stróż w majątku Jana